# AUTECH
AUTECH（のちにAXに変更）とは日産グループであるオーテックジャパン（現：日産モータースポーツ&カスタマイズ オーテック事業部）が手がけた特別仕様車の呼称、ならびに同社が手がけるブランドの呼称である。前者・後車ともにベース車に比べて高級感あるテイストのエクステリアやインテリアを纏うことによってプレステージ性を高めたのが特徴である。他のオーテック車同様、販売は全国の日産ディーラーで行われ、もちろんメーカー保証もつく。本項では日産のプレミアムスポーティブランドであるAUTECHについても記載する。

## AUTECH（初代） 車種

### Y34型セドリック / グロリア（前期のみ）
2000年1月登場。初期モデルのベースは前者が300LX、後者が300ULTIMA　Eパッケージ装着車でともにVQ30DETを搭載していた。
エクステリア上の特徴として専用デザインの前後バンパー（これにより全長は4.980mmまで伸びた）、専用サイドシル、専用フロントグリル、BBS製17インチアルミホイール、専用チューンのサスペンション、専用マフラーの追加などが挙げられる。一方、インテリアにおいては専用のオフブラックの本革シートと専用のウッド／本革のコンビステアリングが装備され高級感向上に一役買っている。なお、価格はともに税抜き495万円と比較的高額だった。
同年6月には名称を「AUTECH」から「AX」に変更。VQ25DDを搭載する「250AX」（変更箇所は外観のみ）を追加。
翌年1月にはVQ30DDを搭載した「300AX」を追加。これを期にAXはセドリックのみの設定となり、インテリアはオフブラックからエクリュ（ベージュ）に変更され、BBSホイールは専用デザインに変更され（300AXのみ）、足回りはベース車と共通になった。VQ30DET搭載の300AXはエクストロイドCVTに変更され、価格が税抜き523万円に上がった。

### A33型セフィーロ
2000年1月登場。　ベースはエクシモならびに25エクシモ。
エクステリア上の特徴として専用デザインの前後バンパー（これにより全長が4.845mmまで伸びた）＆鍍金モール、専用サイドシル、専用デザインの16インチアルミホイール（Y33型シーマと同デザイン）、専用チューンのサスペンションが挙げられる。一方、インテリアは専用木目調パネル（メープル調）やウッド／本革コンビステアリング、専用デザインのメーター、オフホワイトの本革シート（2.5Lのみ。2Lはスエード）などが奢られた。
2001年、ベース車のマイナーチェンジを期に名称を「AUTECH」から「AX」と「25AX」に変更。ベース車同様、コスト削減の一環によりアクティブヘッドレストなど一部装備が省略されている。

## AUTECH（二代目）
2017年11月24日、日産は「NISMO」のラインナップを充実させると共に、新たなるスポーティサブブランドとして「AUTECH」をラインナップとして展開することを発表。これにより、16年ぶりに「AUTECH」のブランド名が復活し、「NISMO」「AUTECH」のスポーティブランド二本立てで展開していくことになる。「NISMO」がピュアスポーツを志向するブランドなのに対し、「AUTECH」は走りの性能を「NISMO」と共有しながらも、「AXIS」や「Rider」等カスタムカー作りで蓄積してきた職人のこだわりを注入したプレミアムスポーティー志向のブランドとして設定される。
AUTECH復活発表と同時に、その第一弾がセレナであることも発表され、2018年1月12日に同年2月1日より発売すると発表された、同e-POWER車に関してもベースモデル車の3月1日発売に合わせて発売される。ブランドカラーには青を採用し、内外装のアクセントとして採り入れている。2022年11月のフルモデルチェンジでも引き続き採用され（ベースは共にハイウェイスターV、ガソリン車は2022年冬、e-POWER車は2023年春発売）、今回はオーテック事業部のカスタマイズカーである「マルチベッド」のベース車としても選択可能になった。
2024年9月の仕様変更でも継続設定され、2024年12月にはセレナで唯一の17インチタイヤを装備し、ハンドリングや加速感をチューニングした新グレード「AUTECH SPORTS SPEC(2WD)」が発売予定。
第二弾のノートには、2018年7月の一部改良及びe-POWER FOUR追加と同時に設定された。2020年11月24日にフルモデルチェンジを発表した3代目となるE13型にも引き続き設定されることとなり、同年12月に発表された。また、2021年10月7日にはAUTECH初のクロスオーバーモデルとなる「AUTECH CROSSOVER」が設定され、同日より発売された。2022年12月には、「AUTECH CROSSOVER」にシルバーのフロントプロテクターとルーフモールを追加装備した新グレード「AUTECH CROSSOVER +Active」が設定された（発売は2023年1月下旬）。「AUTECH」は2024年のマイナーチェンジでノートオーラに移行する形で廃止され、「AUTECH CROSSOVER」のみ設定される。
第三弾のエクストレイルは2019年1月28日から発売となり、同時に「AUTECH」全車種で内装仕様を自分で好みに合わせて選んで仕立てる完全受注生産の「プレミアムパーソナライゼーションプログラム」（セレナとノートは1月11日から、エクストレイルは発売日の1月28日から）が設定された。2020年11月の一部改良でも「AUTECH PREMIUM PERSONALIZATION PROGRAM（オーテックプレミアムパーソナライゼーションプログラム）」と共に継続設定される。2022年7月のフルモデルチェンジでも継続設定され、「X/X e-4ORCE」をベースにしたモデルに加え、プロパイロットパーキング等の先進装備・快適装備をプラスした「G/G e-4ORCE」ベースの「AUTECH Advanced Package」も設定される。
第四弾のリーフは2019年6月21日に発売された。
第五弾のルークスは2020年3月19日にベース車のフルモデルチェンジと共に発売された。
第六弾のエルグランドは、2020年10月12日のマイナーチェンジと共に発表された（発売は同年11月9日）。
第七弾のキックスは、2020年12月に外観が先行公開され、2021年3月3日に発売された。
第八弾のキャラバンは、2022年6月20日に先行発表され、ガソリン車の一部仕様向上にあわせ2022年7月7日に発売された。なお、キャラバンではエクステリアのみAUTECH仕様とする「AUTECH Exterior Selection」が用意される。
第9弾のノートオーラは、2024年6月に先行発表された（発売は2024年7月予定）。

### AUTECH（二代目） 車種
- セレナ（C28型）
- ノート（E13型）（AUTECH CROSSOVERのみ）
- エクストレイル（T33型）
- リーフ（ZE1型）
- エルグランド（E52型）
- キックス（P15型）
- キャラバン（E26型）
- ノートオーラ（FE13型）

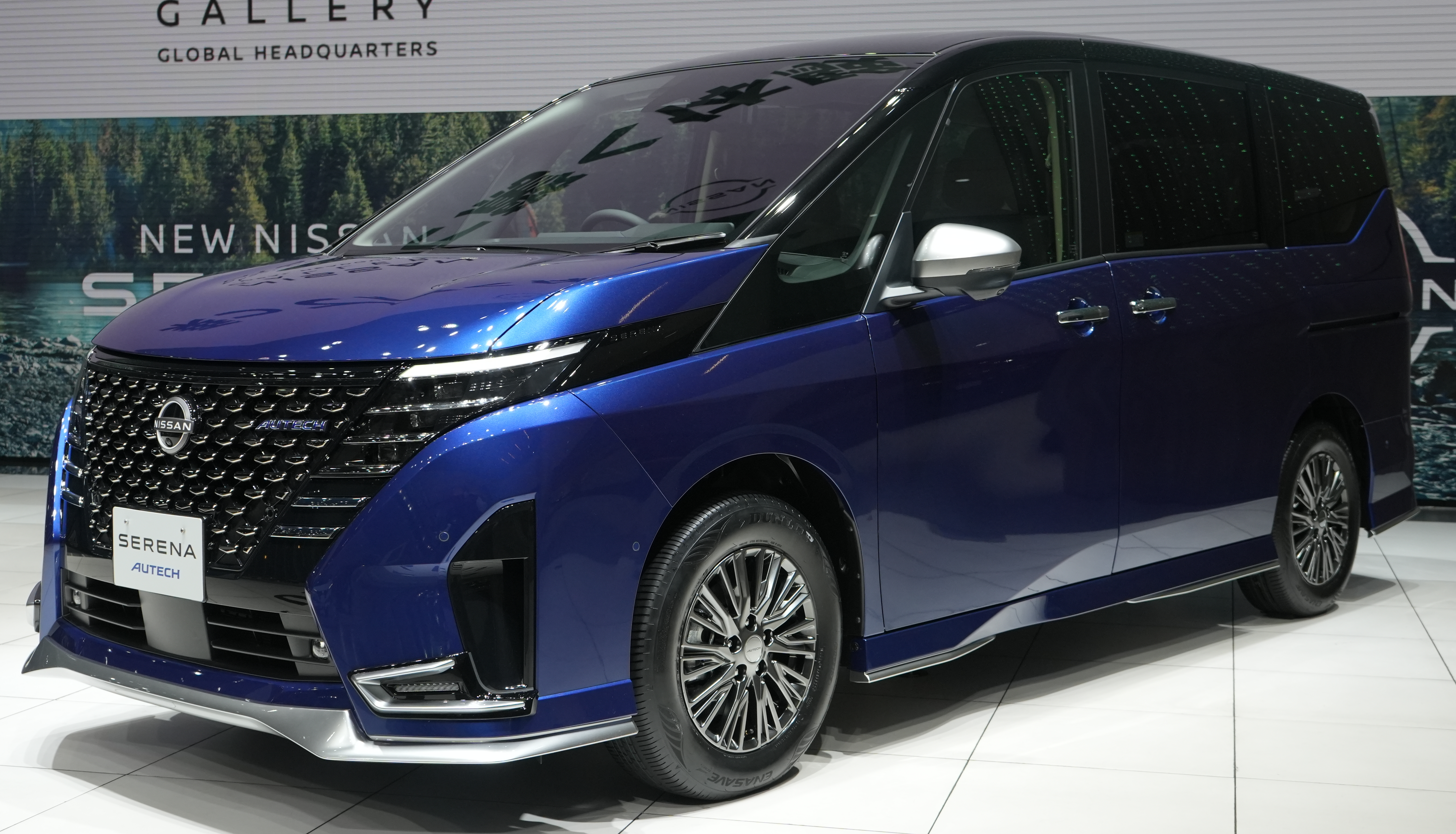
セレナ AUTECH
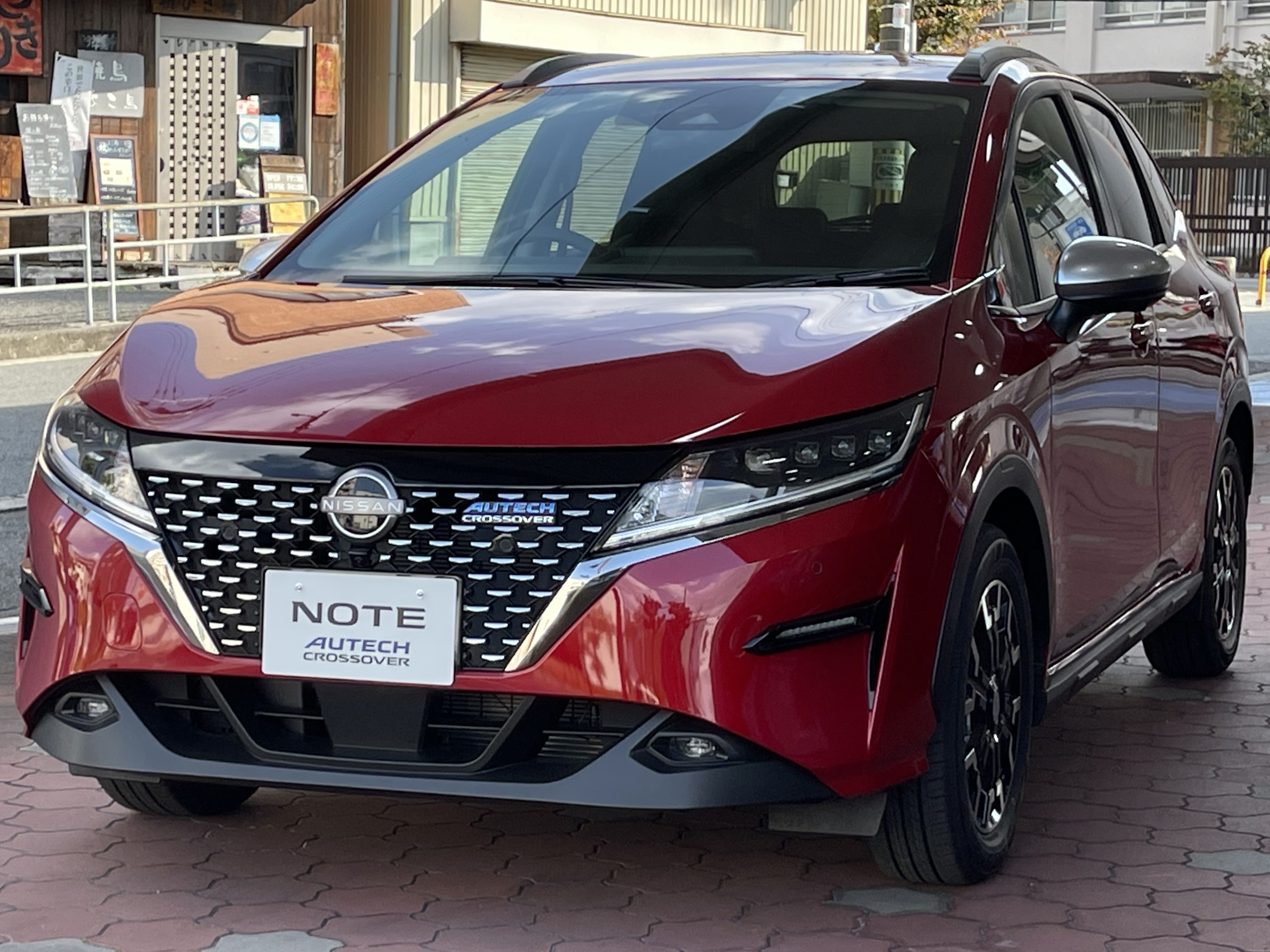
ノート AUTECH CROSSOVER
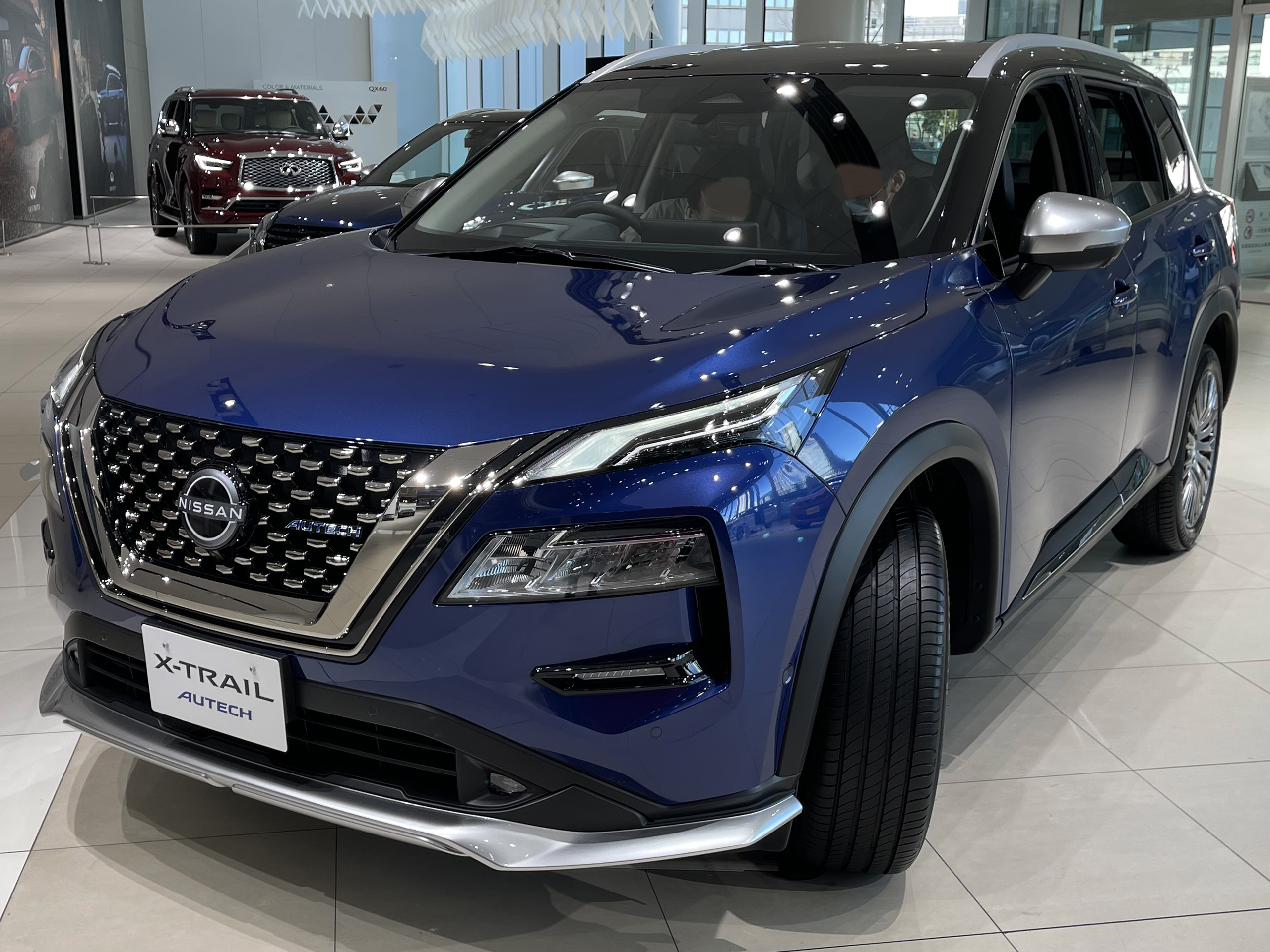
エクストレイル AUTECH e-4ORCE Advanced Package
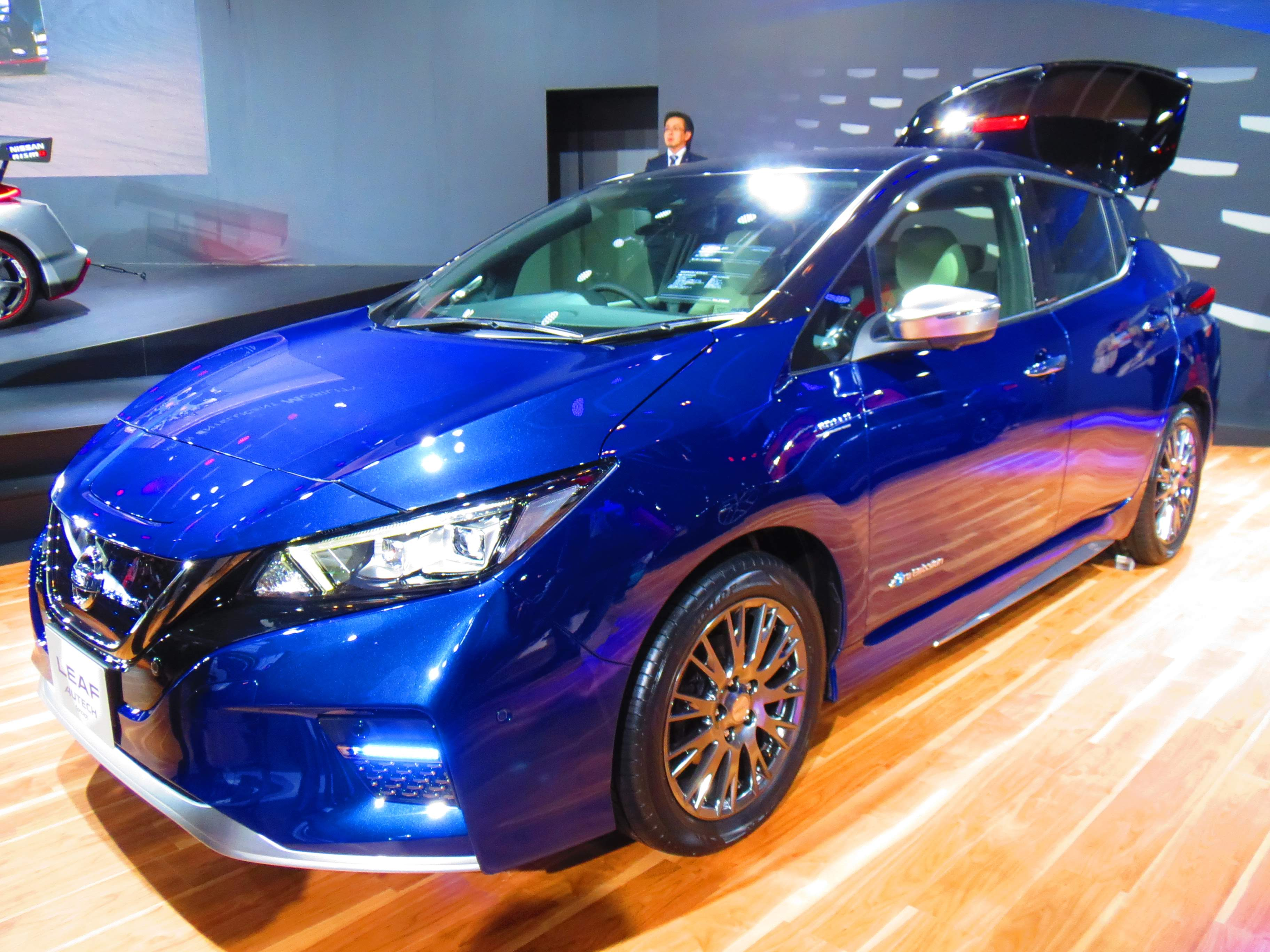
リーフ AUTECH （東京オートサロン2019出展車）
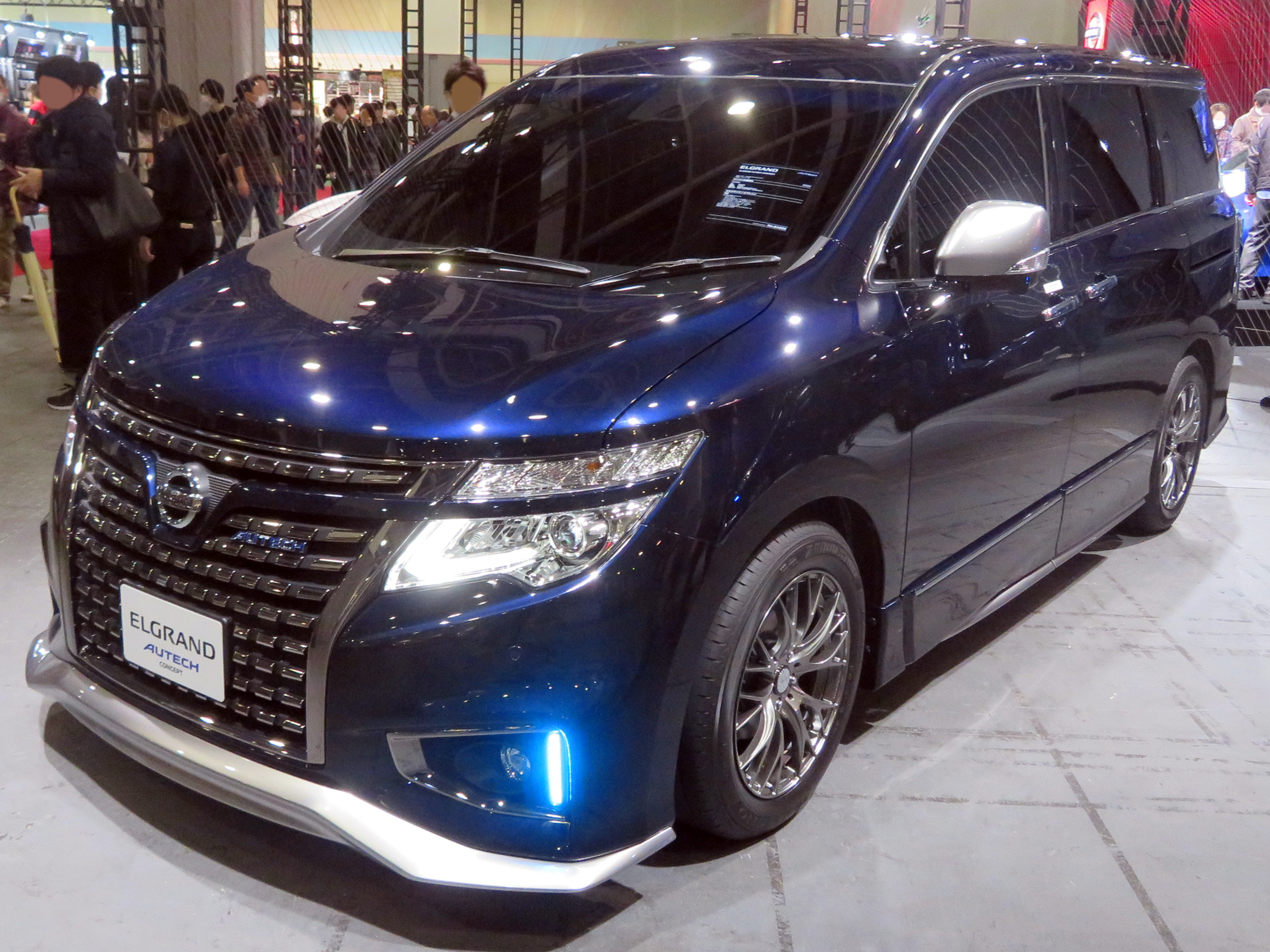
エルグランド AUTECH（大阪オートメッセ2020出展車）
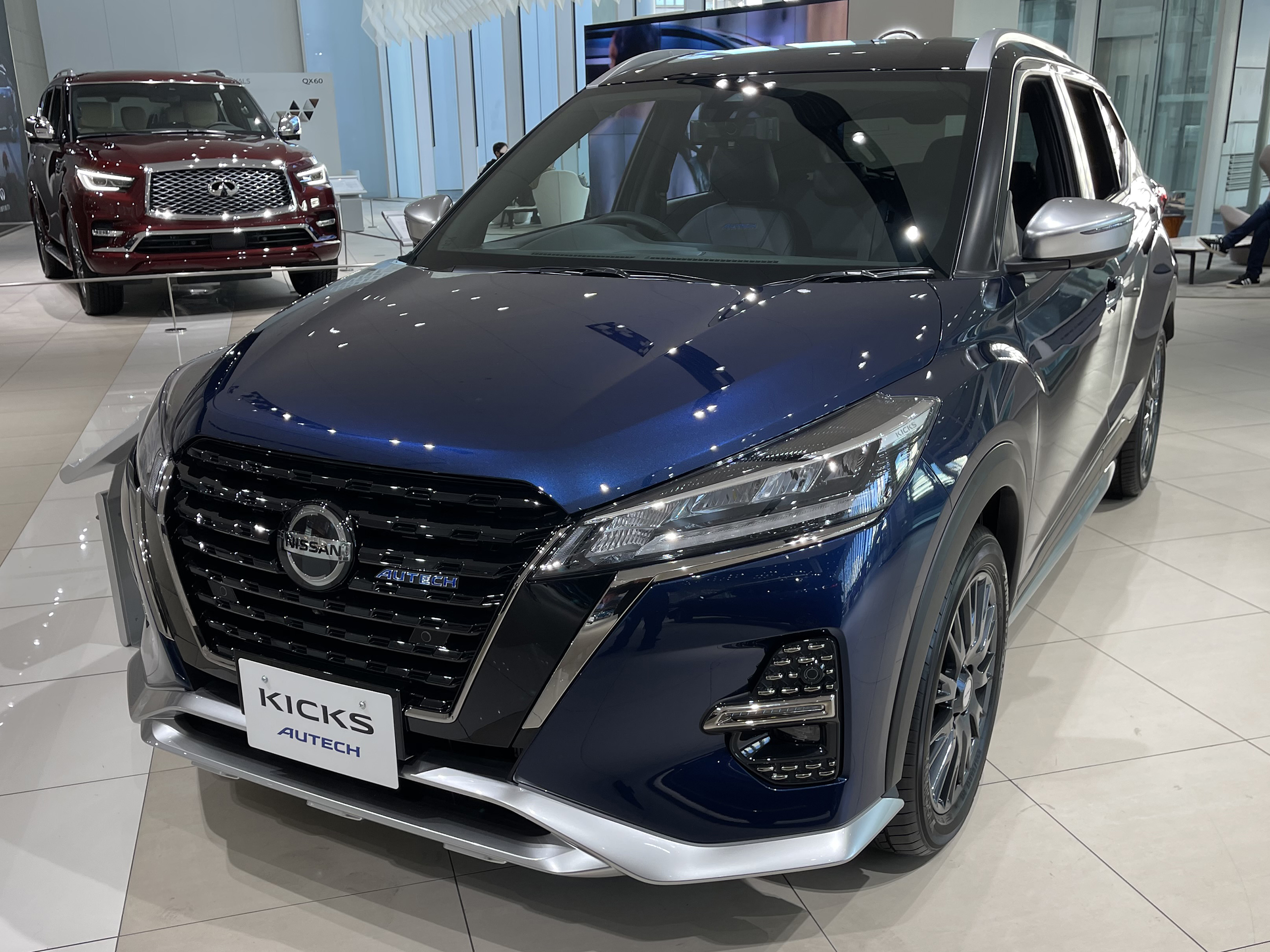
キックス AUTECH
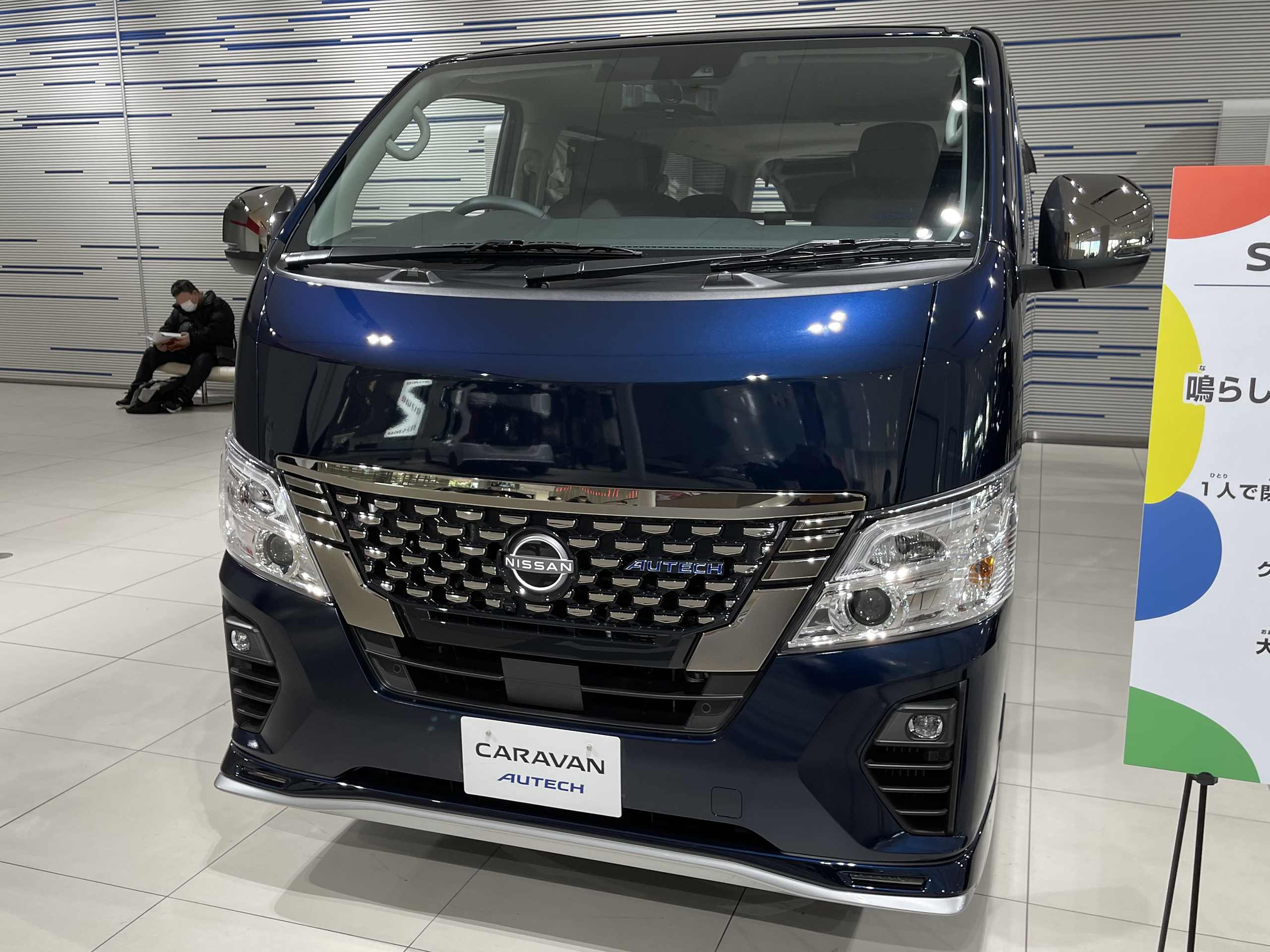
キャラバン AUTECH
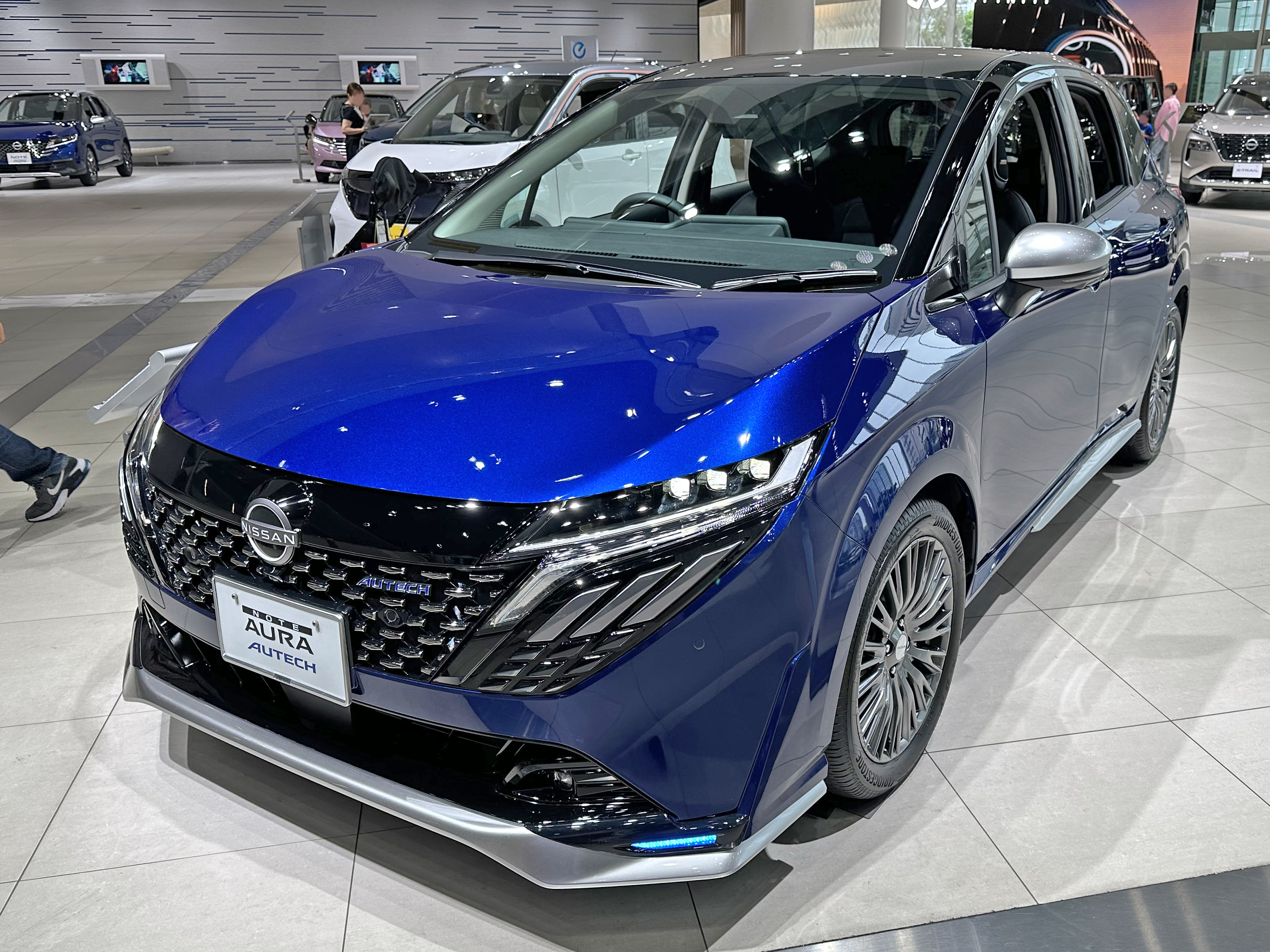
ノートオーラ AUTECH

### AUTECH（二代目） 過去の設定車種
- セレナ（C27型）
- ノート（E12型）
- エクストレイル（T32型）
- ルークス（B44A/B47A型）(マイナーチェンジに伴い廃止)
- ノート（E13型）（AUTECHのみ。AUTECH CROSSOVERは継続設定。）

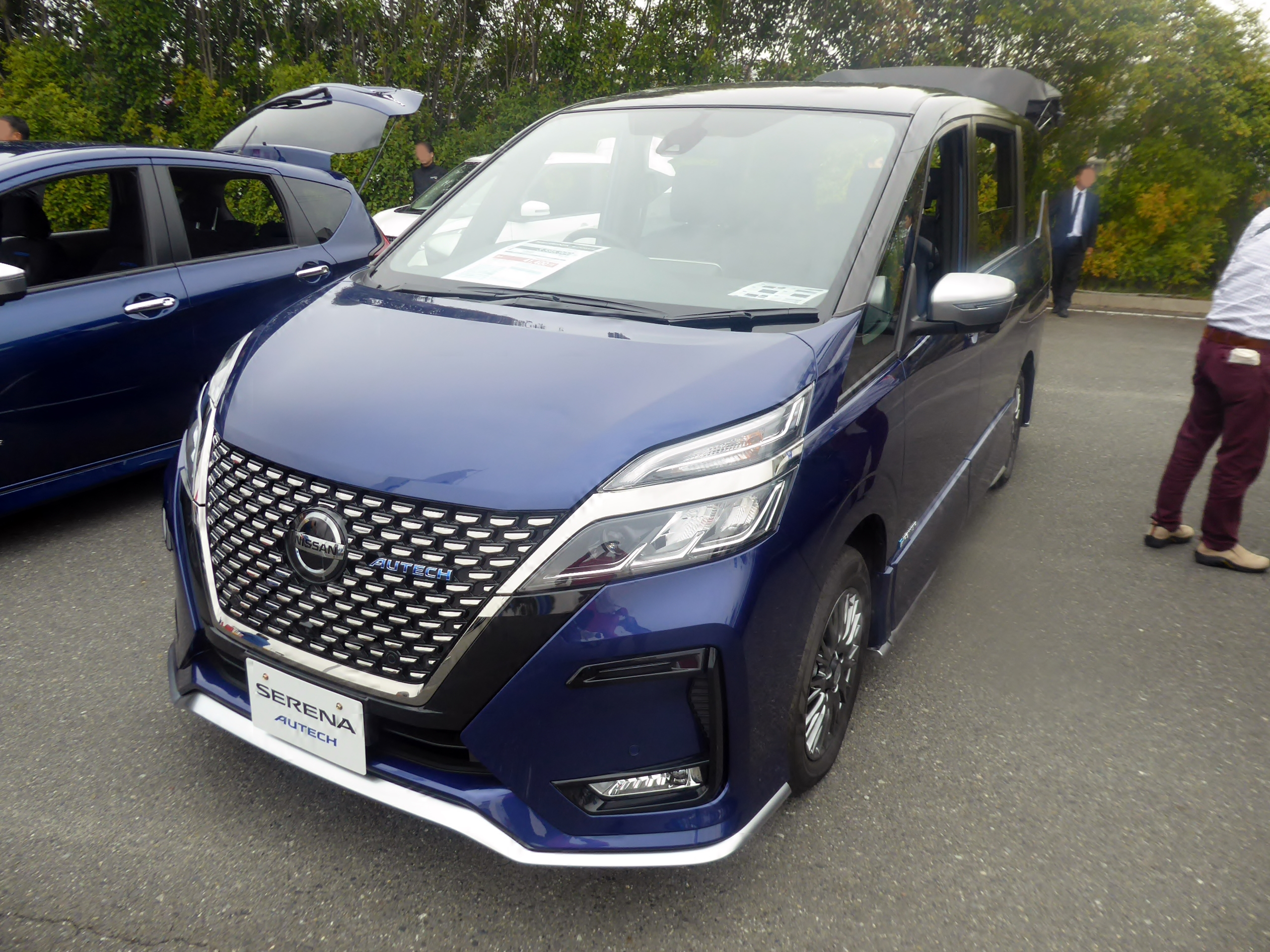
セレナ（C27型） e-POWER AUTECH
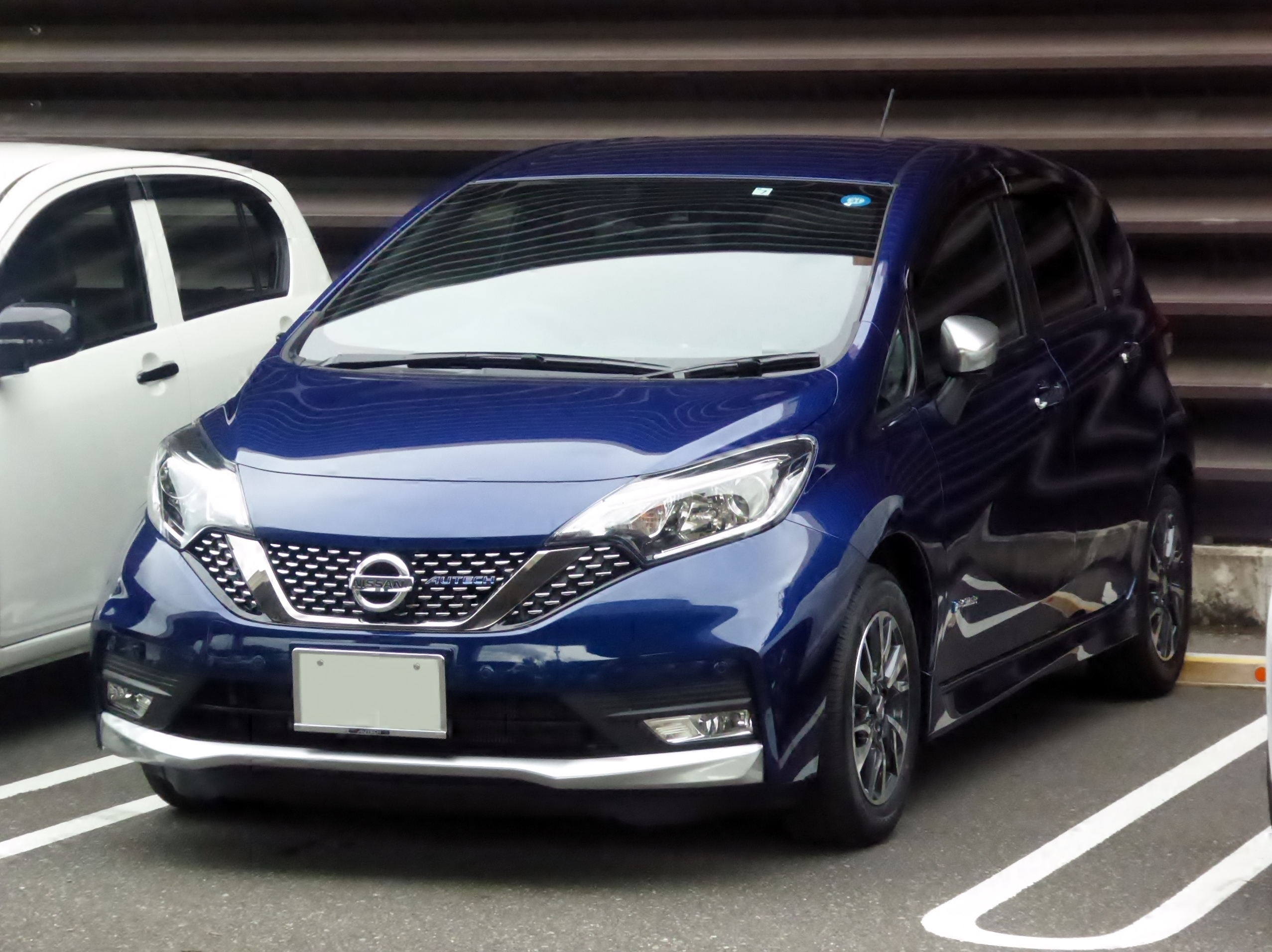
ノート（E12型） e-POWER AUTECH
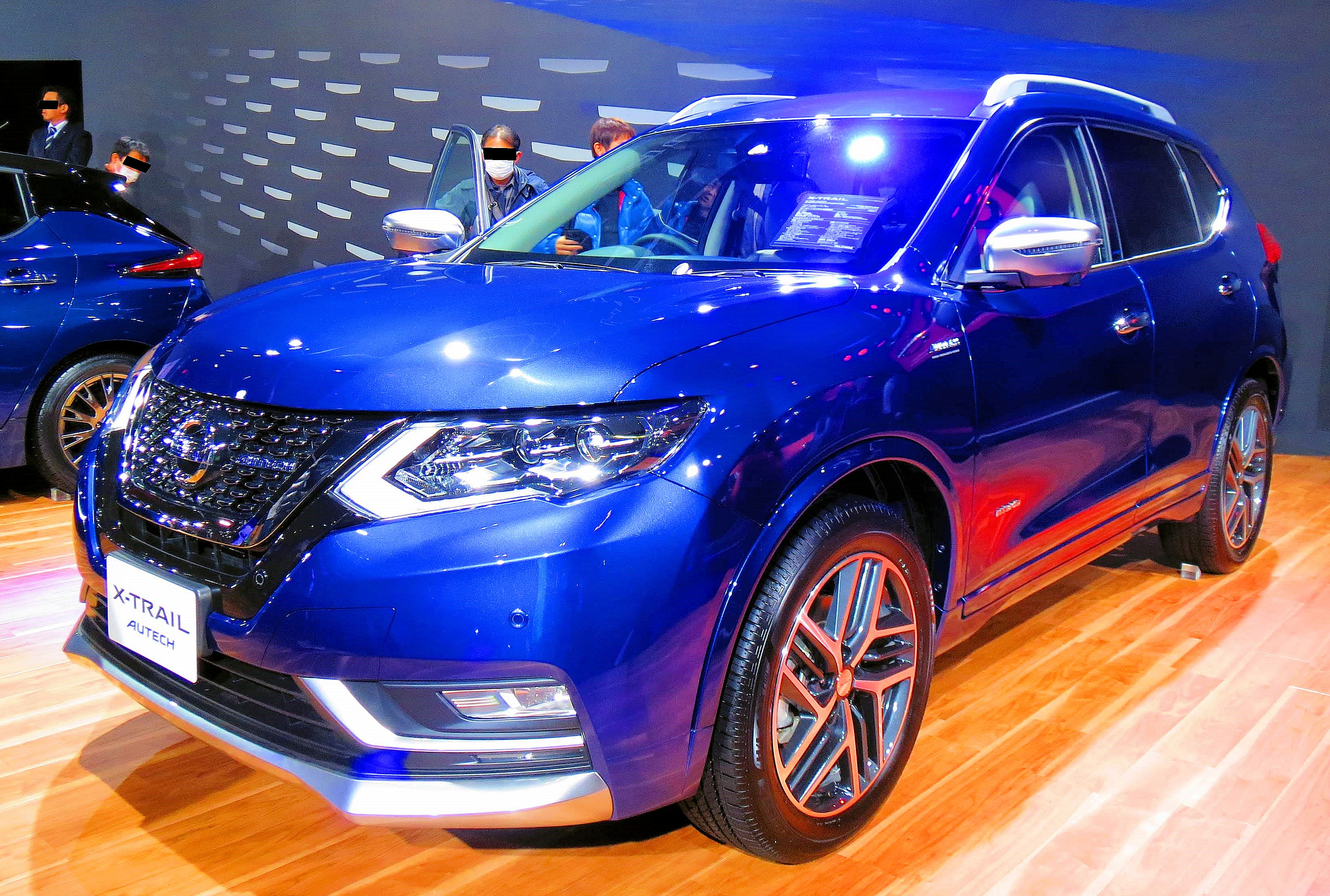
エクストレイル（T32型） AUTECH HYBRID （東京オートサロン2019出展車）
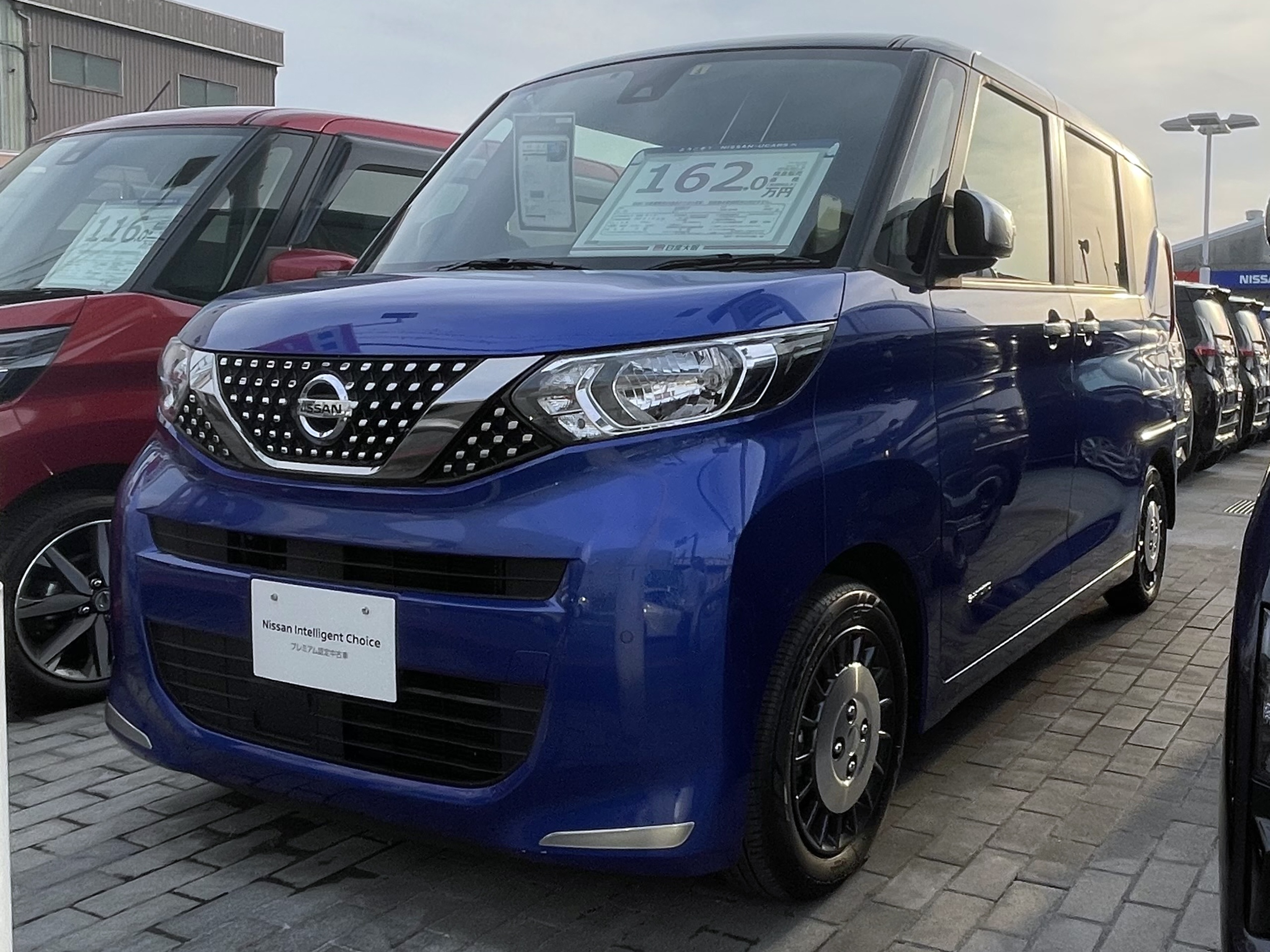
ルークス AUTECH(マイナーチェンジに伴い廃止)
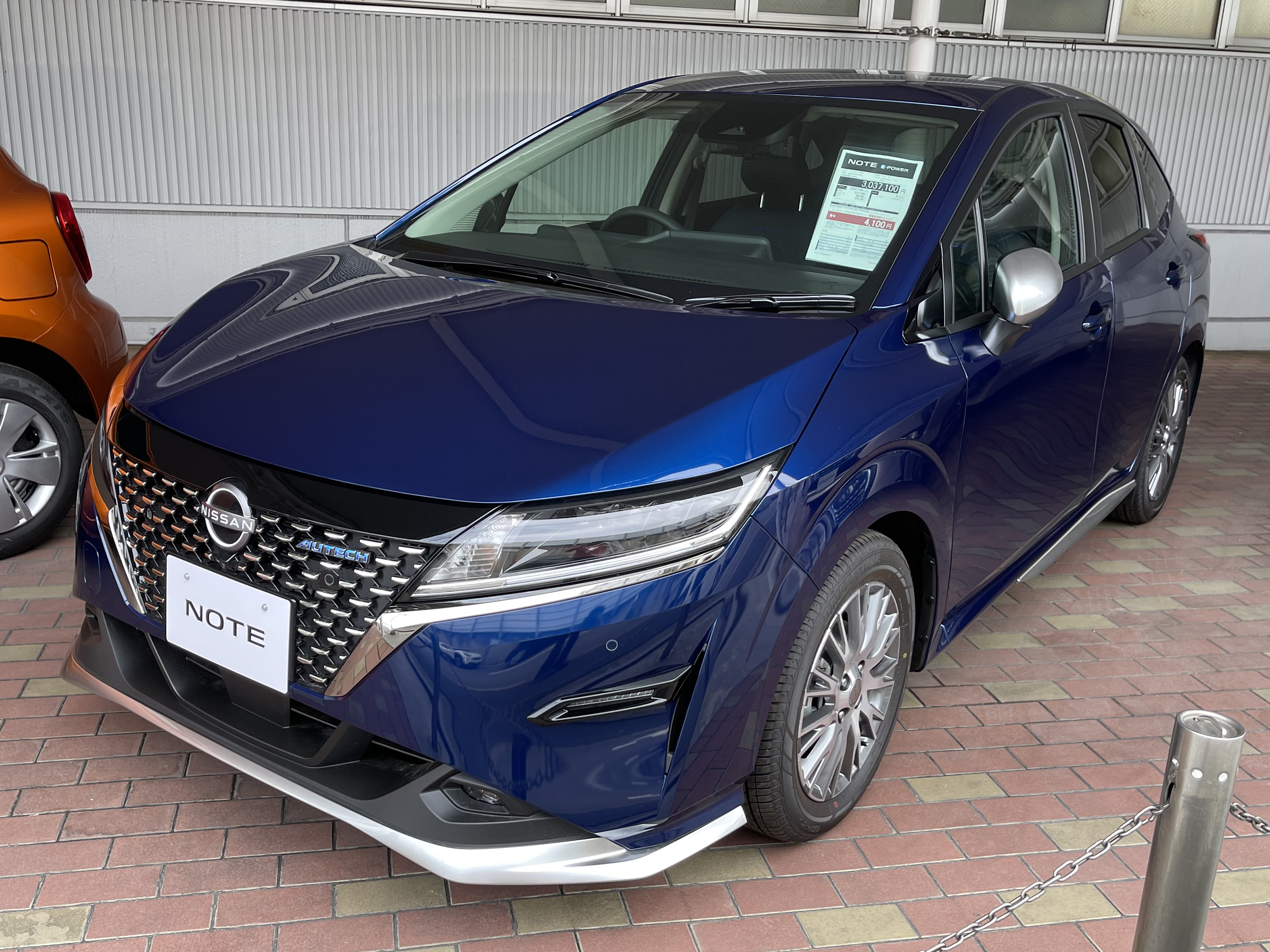
ノート（E13型） AUTECH